# Kroatiska nationalteatern i Varaždin
Kroatiska nationalteatern i Varaždin (kroatiska: Hrvatsko narodno kazalište u Varaždinu), akronym HNK Varaždin, är en teater i Varaždin i Kroatien. Teaterhuset uppfördes 1873 enligt ritningar av den österrikiska arkitekten Hermann Helmer.
Den Kroatiska nationalteatern i Varaždin är en av sex nationalteatrar i Kroatien. De övriga fem ligger i Osijek, Rijeka, Split, Zadar och Zagreb.

### Fotnoter
1. 1 2 3  Hnkvz.hr – Teaterns officiella webbplats (kroatiska)